# Seleção Brasileira de Rugby Sevens Feminino
A Seleção Brasileira de Rugby Sevens Feminino é uma equipe de rugby sevens que representa o Brasil em jogos internacionais e é gerida pela Confederação Brasileira de Rugby (CBRu). O apelido da equipe, Yaras, foi cunhado em 2013 e vem do mito local Tupí-Guarani da Iara. O objetivo era simbolizar a coragem e a força coletiva do rugby feminino no Brasil e também conectá-las às raízes de seu país.

## Contexto
O Brasil disputou todas as dez edições do Campeonato Sul-Americano de Rugby Sevens Feminino até 2014, jamais tendo perdido ou empatado qualquer uma de suas partidas (52 vitórias em 52 partidas, no total), sendo que em apenas 13 delas, o adversário pontuou. Ainda assim, entre a primeira partida de 2005 e a semifinal de 2009 (18 partidas), a seleção brasileira ficou sem tomar nenhum ponto. Foi nessa competição que o Brasil teve seu maior placar a favor (70 a 0, contra o Peru, na edição de 2007). Na soma dos resultados, foram 1666 pontos a favor e apenas 87 contra, em dez títulos continentais.
Nos últimos anos, a seleção tem participado mais de torneios no cenário internacional e obtido resultados cada vez mais significativos. Na Série Mundial da IRB, enquanto que na temporada 2012-13 o Brasil terminou na décima colocação, na seguinte, em 2013-14, terminou em nono. Também nessa temporada o Brasil recebeu pela primeira vez uma etapa do circuito mundial, realizada na cidade de Barueri.
O país tem uma equipes feminina competitiva para os Jogos Olímpicos de 2016, no Rio de Janeiro, mas tem investido para que possa competir de igual para igual com as principais potências na modalidade, uma vez que o Brasil tem classificação automática, por ser sede.
Ao contrário dos homens, as mulheres conseguiram classificar-se para uma Copa do Mundo de Rugby Sevens, em 2009, em Dubai, para terminar como vice-campeãs do bowl, na décima posição. A classificação se repetiu para a edição de 2013, em Moscou, quando a seleção terminou na décima terceira posição.

## Desempenho

### Copa do Mundo
| Ano  | Sede                    | J | V | E | D | PF | PC | SP  | Posição    |
| ---- | ----------------------- | - | - | - | - | -- | -- | --- | ---------- |
| 2009 | =Emirados Árabes Unidos | 6 | 3 | 0 | 3 | 48 | 96 | -48 | 10.º lugar |
| 2013 | Rússia                  | 4 | 1 | 0 | 3 | 39 | 62 | -23 | 13.º lugar |
| 2018 | Estados Unidos          | 4 | 2 | 2 | 0 | -  | -  | -   | 13.º lugar |
| 2022 | África do Sul           | 4 | 2 | 2 | 0 | -  | -  | -   | 11.º lugar |

### Circuito Mundial
| Ano                   | Etapa            | J              | V              | E              | D              | PF             | PC             | SP             | Posição        | Pts            |
| --------------------- | ---------------- | -------------- | -------------- | -------------- | -------------- | -------------- | -------------- | -------------- | -------------- | -------------- |
| Women's Challenge Cup | Dubai            | 5              | 0              | 0              | 5              | 19             | 126            | -107           | 8.º lugar      | -              |
| Women's Challenge Cup | Hong Kong        | 4              | 2              | 0              | 2              | 33             | 93             | -60            | 9.º lugar      | -              |
| Women's Challenge Cup | Londres          | 5              | 1              | 0              | 4              | 67             | 135            | -68            | 12.º lugar     | -              |
| Total                 | Total            | 14             | 3              | 0              | 11             | 119            | 354            | -235           | -              | -              |
| Série Mundial         |                  |                |                |                |                |                |                |                |                |                |
| 2012-2013             | Dubai            | 5              | 0              | 0              | 5              | 22             | 101            | -79            | 12.º lugar     | 1              |
| 2012-2013             | Houston          | 5              | 2              | 0              | 3              | 49             | 78             | -29            | 9.º lugar      | 4              |
| 2012-2013             | Guangzhou        | 6              | 1              | 1              | 4              | 41             | 103            | -62            | 8.º lugar      | 6              |
| 2012-2013             | Amsterdã         | 5              | 0              | 0              | 5              | 12             | 131            | -119           | 12.º lugar     | 1              |
| Total                 | Total            | 21             | 3              | 1              | 17             | 124            | 413            | -289           | 10.º lugar     | 12             |
| 2013-2014             | Dubai            | 6              | 1              | 1              | 4              | 70             | 130            | -60            | 8.º lugar      | 6              |
| 2013-2014             | Atlanta          | 5              | 1              | 0              | 4              | 47             | 104            | -57            | 11.º lugar     | 2              |
| 2013-2014             | Barueri          | 5              | 1              | 0              | 4              | 56             | 102            | -46            | 10.º lugar     | 3              |
| 2013-2014             | Guangzhou        | 5              | 1              | 0              | 4              | 29             | 108            | -79            | 12.º lugar     | 1              |
| 2013-2014             | Amsterdã         | 6              | 1              | 0              | 5              | 15             | 128            | -113           | 8.º lugar      | 6              |
| Total                 | Total            | 27             | 5              | 1              | 21             | 217            | 572            | -355           | 9.º lugar      | 18             |
| 2014-2015             | Dubai            | 5              | 2              | 0              | 3              | 65             | 97             | -32            | 9.º lugar      | 4              |
| 2014-2015             | Barueri          | 6              | 2              | 0              | 4              | 55             | 130            | -75            | 8.º lugar      | 6              |
| 2014-2015             | Atlanta          | 6              | 1              | 0              | 5              | 27             | 169            | -142           | 8.º lugar      | 6              |
| 2014-2015             | Victoria         | 5              | 2              | 0              | 3              | 58             | 96             | -38            | 10.º lugar     | 3              |
| 2014-2015             | Londres          | 5              | 0              | 0              | 5              | 43             | 119            | -76            | 12.º lugar     | 1              |
| Total                 | Total            | 27             | 5              | 0              | 22             | 248            | 611            | -363           | 10.º lugar     | 20             |
| 2015-2016             | Dubai            | 5              | 2              | 0              | 3              | 39             | 122            | -83            | 10.º lugar     | 3              |
| 2015-2016             | Barueri          | 6              | 1              | 0              | 5              | 63             | 147            | -84            | 8.º lugar      | 6              |
| 2015-2016             | Atlanta          | Não participou | Não participou | Não participou | Não participou | Não participou | Não participou | Não participou | Não participou | Não participou |
| 2015-2016             | Victoria         | 5              | 1              | 0              | 4              | 34             | 114            | -80            | 10.º lugar     | 3              |
| 2015-2016             | Clermont-Ferrand | Não participou | Não participou | Não participou | Não participou | Não participou | Não participou | Não participou | Não participou | Não participou |
| Total                 | Total            | 16             | 4              | 0              | 12             | 136            | 383            | -247           | 10.º lugar     | 12             |

### Jogos Olímpicos de Verão
| Ano  | Sede           | Posição    |
| ---- | -------------- | ---------- |
| 2016 | Rio de Janeiro | 9.º lugar  |
| 2020 | Tóquio         | 11.º lugar |
| 2024 | Paris          | 10.º lugar |

### Jogos Pan-Americanos
| Ano  | Sede    | Posição  |
| ---- | ------- | -------- |
| 2015 | Toronto | Bronze   |
| 2019 | Lima    | 4° lugar |

### Jogos Sul-Americanos
A competição nos Jogos Sul-Americanos vale como Campeonato Sul-Americano daquele ano.
| Ano  | Sede       | J | V | E | D | PF  | PC | Saldo | Posição |
| ---- | ---------- | - | - | - | - | --- | -- | ----- | ------- |
| 2014 | Santiago   | 7 | 7 | 0 | 0 | 253 | 5  | 248   | Ouro    |
| 2018 | Cochabamba | 6 | 6 | 0 | 0 |     |    |       | Ouro    |
| 2022 | Assunção   | 4 | 4 | 0 | 0 |     |    |       | Ouro    |

### Campeonato Sul-Americano
| Ano  | Sede                | J | V | E | D | PF  | PC | Saldo | Posição |
| ---- | ------------------- | - | - | - | - | --- | -- | ----- | ------- |
| 2004 | Barquisimeto        | 5 | 5 | 0 | 0 | 170 | 12 | 158   | Campeão |
| 2005 | São Paulo           | 5 | 5 | 0 | 0 | 177 | 5  | 172   | Campeão |
| 2007 | Viña del Mar        | 5 | 5 | 0 | 0 | 157 | 0  | 157   | Campeão |
| 2008 | Punta del Este      | 5 | 5 | 0 | 0 | 188 | 0  | 188   | Campeão |
| 2009 | São José dos Campos | 5 | 5 | 0 | 0 | 146 | 5  | 141   | Campeão |
| 2010 | Mar del Plata       | 5 | 5 | 0 | 0 | 142 | 7  | 135   | Campeão |
| 2011 | Bento Gonçalves     | 5 | 5 | 0 | 0 | 136 | 12 | 124   | Campeão |
| 2012 | Rio de Janeiro      | 5 | 5 | 0 | 0 | 133 | 15 | 118   | Campeão |
| 2013 | Rio de Janeiro      | 5 | 5 | 0 | 0 | 164 | 26 | 158   | Campeão |
| 2014 | Santiago            | 7 | 7 | 0 | 0 | 253 | 5  | 248   | Campeão |

## Títulos
- Campeonato Sul-Americano (13): 2004, 2005, 2007, 2008, 2009, 2010, 2011, 2012,  2013, 2014, 2016,[2]2017 l e 2017 ll[3]
- Jogos Sul-Americanos (1): 2014
- Stanislas Sevens (1): 2014[4]

## Elenco atual
Convocação para o Jogos Olímpicos de Verão de 2020:
| Jogadora           | Equipe        |
| ------------------ | ------------- |
| Raquel Kochhann    | Charrua RC    |
| Luiza Campos       | Charrua RC    |
| Isadora Cerullo    | Niterói Rugby |
| Bianca Silva       | Leoas         |
| Leila Silva        | Leoas         |
| Haline Scatrut     | Melina        |
| Mariana Nicolau    | São José RC   |
| Aline Furtado      | Rugby USP     |
| Mariana Fioravanti | Saracens Band |
| Thalita Costa      | Delta         |
| Rafaela Zanellato  | Curitiba      |
| Thalia Costa       | Delta         |